# Ruspolia knipperi
Ruspolia knipperi är en insektsart som beskrevs av Otte, D. 1996. Ruspolia knipperi ingår i släktet Ruspolia och familjen vårtbitare. Inga underarter finns listade i Catalogue of Life.